# گوردون هور

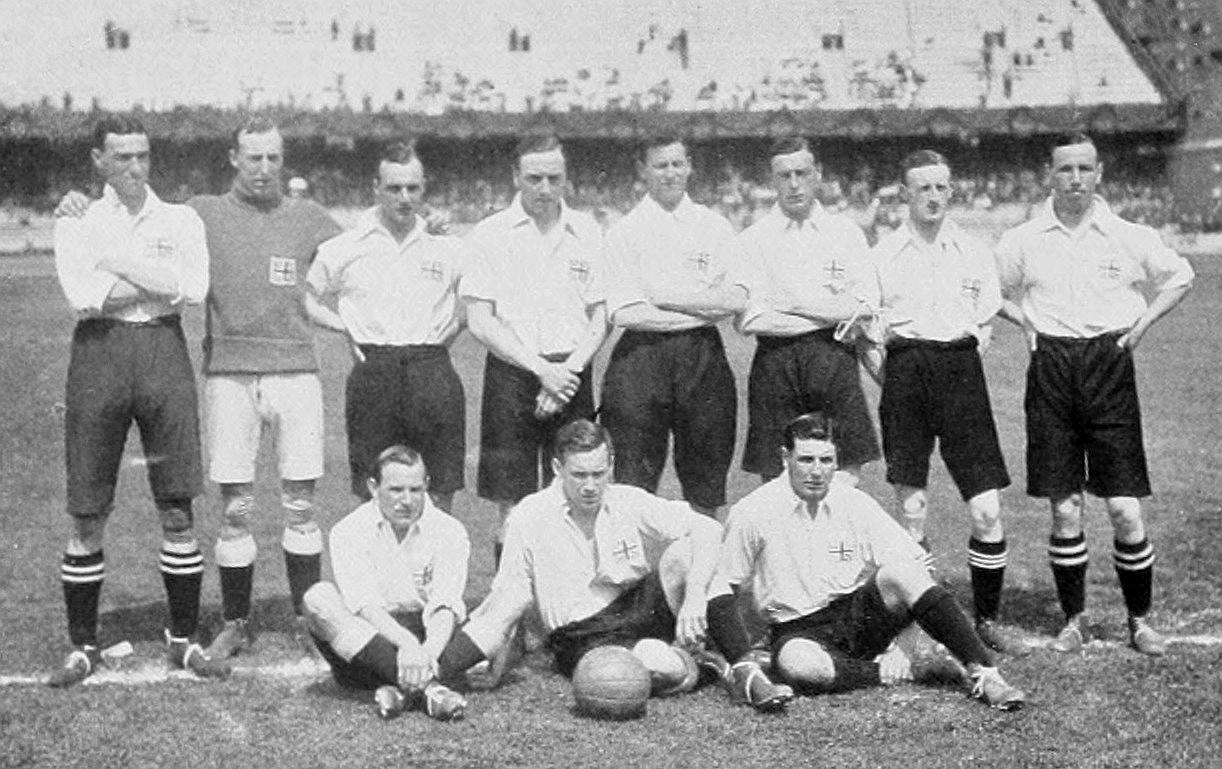
تیم فوتبال بریتانیا در المپیک تابستانی ۱۹۱۲

گوردون هور (انگلیسی: Gordon Hoare؛ ۱۸ آوریل ۱۸۸۴ – ۲۷ اکتبر ۱۹۷۳) یک بازیکن فوتبال اهل بریتانیا بود.